# Carl Björkbom
Carl Algot Peter Björkbom, född 14 augusti 1898 i Östersund, död 3 december 1966 i Stockholm, var en svensk bibliotekarie.

## Biografi
Carl Björkbom var son till överjägmästaren Carl Leonard Björkbom. Han avlade studentexamen i Helsingborg 1916 och studerade först vid Lunds universitet där han blev filosofie magister 1921 och därefter vid Uppsala universitet där han blev filosofie licentiat 1925. 1925 antogs Björkbom som amanuens vid Kungliga biblioteket och blev 1940 andre bibliotekarie där. Han var även 1940–1946 bibliotekarie vid Lantbruksakademiens bibliotek och undervisade 1935–1942 i boktryckarkonstens historia vid Skolan för bokhantverk i Stockholm. 1946–1953 var han lärare vid Grafiska institutet. Björkbom blev 1943 tillförordnad andre bibliotekarie vid Kungliga Tekniska Högskolan och överbibliotekarie där 1946–1963.
Förutom specialuppsatser i biblioteksfrågor i facktidskrifter och undersökningar i boktryckarkonsten och kartografins historia publicerade Björkbom Kungliga Bibliotekets planschsamling (1933), Tidskriftsproblem (1937), Gutenberg (1940) och tillsammans med Boo von Malmborg Svensk porträttlitteratur (1941).
Carl Björkbom var från 1928 gift med Brita Rabenius och blev far till Stina Eidem. De är begravda på Bromma kyrkogård.